# Valentina Skrabatun
Valentina Alexandrovna Skrabatun –en ruso, Валентина Александровна Скрабатун– (Dushevo, URSS, 23 de julio de 1958) es una deportista bielorrusa que compitió en remo. Participó en los Juegos Olímpicos de Atlanta 1996, obteniendo una medalla de bronce en la prueba de ocho con timonel.

## Palmarés internacional
| Juegos Olímpicos | Juegos Olímpicos         | Juegos Olímpicos  | Juegos Olímpicos |
| Año              | Lugar                    | Medalla           | Prueba           |
| ---------------- | ------------------------ | ----------------- | ---------------- |
| 1996             | Atlanta (Estados Unidos) | Medalla de bronce | Ocho con timonel |